# Phoma grossulariae
Phoma grossulariae är en lavart som beskrevs av Schulzer & Sacc. 1884. Phoma grossulariae ingår i släktet Phoma, ordningen Pleosporales, klassen Dothideomycetes, divisionen sporsäcksvampar och riket svampar.   Inga underarter finns listade i Catalogue of Life.